# Орловское бронетанковое училище
Орловское бронетанковое училище — первое в РККА военное учебное заведение, готовившее командный (начальствующий) состав и техников механизированных, автобронетанковых, бронетанковых и механизированных войск ВС Союза ССР, в 1930—1960 годах.
Располагалось в городах: Орёл, Майкоп, Балашов и Ульяновск. Согласно приказу зам. НКО СССР Е. А. Щаденко № 0337 от 3.09.1941 г. все передислоцированные военные училища не переименовывать. Поэтому в конце наименования приписывался тот город в котором училище дислоцировалось. Отменён этот приказ в 1957 году.
Полное действительное наименование: Орловское ордена Ленина, Краснознамённое бронетанковое училище имени М. В. Фрунзе. На момент расформирования в 1960 году — 2-е Ульяновское танковое ордена Ленина, Краснознамённое училище имени М. В. Фрунзе.

## История

### Формирование
В мае 1918 году в городе Иваново-Вознесенске (ныне Иваново), по инициативе председателя губисполкома М. В. Фрунзе, штабом Ярославского военного округа, были созданы 3-месячные инструкторские пехотные курсы младших командиров (взводных командиров) и общежитие курсантов. Начальником курсов назначен Соколов, а комиссаром Батурин.
6 июля 1918 года 530 курсантов были командированы в Ярославль на подавление мятежа.
18 сентября 1918 года состоялся первый выпуск.
4 декабря 1918 года, по предложению М. В. Фрунзе, они были преобразованы в 14-е Иваново-Вознесенские курсы среднего командного состава с восьмимесячным сроком обучения. Эта дата считается днём рождения училища.
В июле 1921 году на базе курсов была сформирована 27-я Иваново-Вознесенская пехотная школа (с 3-х годичным курсом обучения).

### В Орле
В сентябре 1925 году, по инициативе Наркомвоенмора М. В. Фрунзе, 27-я Иваново-Вознесенская пехотная школа была переведена в город Орёл.
Приказом РВС № 355 от 7 апреля 1925 года школе присвоено имя М. В. Фрунзе.
23 марта 1930 года за боевые заслуги в годы гражданской войны награждена Почётным Революционным Красным Знаменем.
16 июля 1930 года на базе школы организована первая в РККА бронетанковая школа и переименовывается в Орловскую бронетанковую школу имени М. В. Фрунзе. Первым начальником и комиссаром школы был назначен Сурен Степанович Шаумян (с 1929) — сын Степана Шаумяна, одного из 26 бакинских комиссаров, расстрелянных в 1918 году английскими интервентами. По воспоминаниям выпускника школы Героя Советского Союза К. Н. Абрамова, это был человек «высокообразованный, энергичный, преданный своему делу, он всего себя отдавал воспитанию будущих командиров-танкистов». Руководителем тактики был Массарыгин Г. С..
С 1932 года перешли на обучение нового танка Т-26.
К 1935 году в школе обучались 700 курсантов, которых готовили стать лейтенантами — командирами взводов танков БТ. Будущие советские офицеры-танкисты изучали историю ВКП(б) и народов Союза ССР, Конституцию СССР, русский язык и математику, тактику и топографию, вождение танка и технику боёв, радиотехнику и уставы, занимались боевой, строевой и физической подготовкой.
На 1 января 1936 года технический парк школы включал: 210 танков (БТ-2 — 48, БТ-5 линейных — 26, БТ-5 радийных — 2, БТ-7 радийных — 2, Т-26 двухбашенных — 19, Т-37 линейных — 2, Т-27 — 17, Т-18 — 94) и 7 бронемашин (БА-27 — 5, ФАИ, Д-8, Д-12 — 1, БА-И — 1).
16 марта 1937 года школа переформирована в Орловское бронетанковое училище имени М. В. Фрунзе. Многие выпускники школы принимали участие в боевых действиях во время гражданской войны в Испании, в боях у озера Хасан и на реке Халхин-Гол, а также во время советско-финской войны.
На 15 августа 1940 года технический парк училища включал: 32 БТ-2 пулемётных, 3 БТ-2 пушечных, 24 БТ-5 линейных, 5 БТ-5 радийных, 13 БТ-7 линейных, 10 БТ-7 радийных, 2 БТ артиллерийских, 1 Т-26 линейный, 4 Т-26 радийных, 2 Т-26 двухбашенных пулеметных, 3 Т-37/38 линейных, 1 Т-37/38 радийный, 2 ФАИ, 1 БА-10, 1 БА-6, 1 Коминтерн, 2 Коммунара, 5 С-60, 1 С-65, 3 ГАЗ-А, 3 М-1, 2 ЗИС-101, 30 ГАЗ-АА, 5 ГАЗ-ААА, 1 вездеход ГАЗ, 11 ЗИС-5, 1 ЗИС-6, 1 вездеход ЗИС, 2 пикапа, 2 автобуса штабных, 2 санитарных, 2 пассажирских, 1 мастерская типа «А», 3 бензозаправщика и цистерны, а также одна походная электроосветительная станция.
Приказом НКО № 0053 от 12 сентября 1940 года переведено на новый профиль обучения (штат № 17/936). Стало готовить лейтенантов на Т-34 (два батальона) и БТ (два батальона). Численность переменного состава училища составляла 1600 курсантов.
С началом Великой Отечественной войны в июне — июле 1941 года училище отправило на фронт два танковых батальона, автомобильную роту, ремонтно-восстановительный батальон, два коммунистических батальона и одну автобронемастерскую. В частности, в начале июля один из танковых батальонов училища (командир — капитан С. И. Раздобудько, заместитель — капитан И. А. Кадученко) в составе 15 танков (из них 7 — Т-34) был включен в 57-ю танковую дивизию 20-й армии.
5 августа — отправлена на боевую стажировку на Брянское направление группа политработников — старшие политруки Огнев, Вергасов, Ефимов, Самсонов, Воробьев.
13 августа состоялся 17-й выпуск лейтенантов, 52 человека.
15 августа — отправлен на фронт второй коммунистический батальон.
26 августа — 18-й выпуск 184 лейтенантов-танкистов по программе курсов переподготовки командного состава.
3 сентября — училище приступило к передислокации из г. Орла в г. Майкоп. Эвакуацией училища из Орла в город Майкоп в сентябре 1941 года занимался руководитель огневой подготовки училища подполковник Соммер, Андрей Иосифович в последующем Герой Советского Союза.
5 сентября — 19-й выпуск 602 лейтенантов-танкистов — последний выпуск в г. Орле.
8 сентября — из г. Орла убыл шестой — последний эшелон училища.

### Майкопский период
С 7 сентября по 12 сентября — прибытие эшелонов училища в г. Майкоп, расквартирование и подготовка к занятиям.
15 сентября — первый день занятий в г. Майкопе. Город на военном положении, светомаскировка.
26 сентября — прибыл новый военком училища бригадный комиссар Куприн И. Т.
Октябрь месяц — ряд тактических учений с целью подготовки к возможным боевым действиям (угроза немецкой бронетанковой армии генерала Клейста г. Ростову, непрерывная бомбежка железнодорожного узла на Северном Кавказе и усиленная воздушная разведка над городом Майкопом).
1942 год
25 февраля — благодарность Военного Совета СКВО училищу и награждение личного состава за первенство среди ВУЗов на Северном Кавказе.
27 февраля — 20-й выпуск 792 младших лейтенантов-танкистов — первый выпуск набора военного времени.
19 марта — первая боевая стажировка командиров и преподавателей училища на Крымском фронте, где ранен и награждён орденом Красного Знамени майор Иванов.
Май — при боевой стажировке на Крымском фронте погиб преподаватель инженер-капитан Михайлов, ранен старший лейтенант Гоз.
6 мая — 21-й выпуск 103 политруков для танковых войск, переподготовленных из пехоты.
10 июня — 22-й выпуск 234 младших лейтенантов-танкистов.
С 26 июня по 2 июля — инспектирование училища комиссией под председательством заместителя начальника Управления ВУЗ ГАБТУ КА полковника Иванова.
21 июля — 23-й выпуск 428 мл. лейтенантов-танкистов. Последний выпуск в г. Майкопе.

24 июля — решением Военсовета Северо-Кавказского фронта из состава училища сформирована Майкопская танковая бригада.
24 июля 1942 года из личного состава училища сформирована Майкопская танковая бригада, которая воевала в составе Приморской группы Северо-Кавказского фронта.

### Передислокация
В августе 1942 года училище направлено в Сухуми, а 24 августа двумя эшелонами отправлен в город Шамхор.
17 сентября 1942 года училище передислоцировано на Урал, в поселок Дегтярка Свердловской области.
19 декабря 1942 года училище награждено орденом Красного Знамени.
В начале декабря 1943 года распоряжением Генштаба Красной Армии передислоцировано в город Балашов Саратовской области, где и встретил День Победы.
25 декабря 1943 года в ознаменование 25-й годовщины училище награждено орденом Ленина и стало именоваться — Орловское бронетанковое ордена Ленина Краснознамённое училище имени М. В. Фрунзе, а 31 декабря отпразднован юбилей училища — 25 лет.

### Послевоенный период
В 1947 году училище передислоцируется в Ульяновск, на базу расформированного 2-го Ульяновского дважды Краснознамённого танкового училища имени М. И. Калинина, где до декабря 1957 года носило название Орловское ордена Ленина Краснознамённое танковое училище в Ульяновске, а затем переименовано во 2-е Ульяновское танковое ордена Ленина, Краснознамённое училище имени М. В. Фрунзе.

### Расформирование
В 1960 году, во время Хрущёвской оттепели, Директивой ГШ СА, в связи с сокращением Вооружённых Сил, было расформировано.

## Командование училища
Начальники училища
- Шаумян, Сурен Степанович (с 1929 года)[7];
- Чернявский, Михаил Львович (02.1935 — 8.06.1940) — комбриг, с 04.06.1940 года генерал-майор танковых войск[7], с 1972 года — почётный гражданин города Орла[1];
- полковник Вармашкин, Сергей Петрович (с 8.1940 года;[7]; Убыл с Майкопской танковой бригадой 25 июля 1942 года
- полковник Кузнецов, Сергей Михайлович (врид 24.07.1942 - 22.08.1942);
- подполковник Гресик, Иван Иванович (8.1943);
- генерал-майор т/в Тяглов, Гавриил Михайлович (19.4.1947 − 18.8.1949)
- генерал-майор т/в Чугунков, Иван Ильич (с 10.1949 по 2.1959);
- генерал-майор т/в Яковлев, Сергей Михайлович (с 5.01.1959 по 17.05.1960);

Заместители начальника училища
- 1942 полковник Коротков И. П.

 Военные комиссары, заместители по политической части
- 10.08.1937 — 07.01.1939	Куликов, Пётр Николаевич, полковой комиссар, с 07.01.1939 — бригадный комиссар
- 08.07.1939 — ?	Пономарёв, Иван Михайлович, полковой комиссар
- ? — 03.06.1940	СЕРГЕЕВ Василий Фёдорович, бригадный комиссар
- 14.06.1940 — 00.06.1941	ЕРИСОВ Александр Трофимович, бригадный комиссар
- полковник Куприн И. Т. 26.9.1941 — 1950 комиссар, начальник политотдела

Начальники учебного отдела, заместители по учебной части
- на 1938/39	ПОВЕДСКИЙ, полковник
- 29.10.1939 — 28.11.1940	Кузнецов, Сергей Михайлович, полковник
- на 05.1941	Ефремов, Андрей Михайлович, подполковник
- на 1942 год майор Городецкий
- Помощники начальника училища по технической части
- на 11.1940	Долгополов, Ардальон Михайлович, полковник

Начальник строевого отдела
Начальник тактического цикла
- с 10.08.1940 Соммер, Андрей Иосифович, майор

Начальник технического цикла
Начальник огневого цикла
- июнь  — сентябрь 1941 года Соммер, Андрей Иосифович, подполковник
- Командиры курсантских батальонов
- 1941 год капитан Кабищев
- 1941 капитан Раздобудько
- на июль 1942 капитан Абрамович
- на 1942 год капитан Федорович
- на .09.1943	Гресик, Иван Иванович, подполковник

## Известные выпускники
К 1941 году училище подготовило более 6 тысяч командиров-танкистов, многие из которых в годы Великой Отечественной войны стали известными военачальниками. 112 выпускников были удостоены высокого звания Героя Советского Союза (в том числе, В. А. Булычёв, С. С. Гурьев, Н. В. Кутенко, Марков В. А., И. Н. Машкарин, П. Г. Неживенко, М. С. Пискунов, И. И. Ревков, Г. Г. Светачев, В. А. Соколов, П. И. Степаненко, Н. Н. Фомин, А. Т. Шурупов, Н. Л. Юдин и другие). В 1929-1930 гг. в пехотной школе служил А. И. Микоян.

## Награды и почётные наименования
- Приказом РВС № 355 от 7 апреля 1925 года 27-й Иваново-Вознесенской пехотной школе присвоено имя М. В. Фрунзе[7].
- 23 марта 1930 года за боевые заслуги в годы гражданской войны 27-я Иваново-Вознесенская пехотная школа награждена Почётным Революционным Красным Знаменем[7].
- 13 декабря 1942 года училище награждено орденом Красного Знамени[7].

- 25 декабря 1943 года —  Орден Ленина — награждено указом Президиума Верховного Совета СССР от 25 декабря 1943 года в ознаменование 25-й годовщины Орловского танкового Краснознаменного училища имени М. В. Фрунзе за боевые заслуги перед Родиной и выдающиеся успехи в подготовке офицерских кадров для танковых частей.

## Память
- С 1973 по 2012 год в городе Орле действовал Народный музей боевой славы Орловского Ордена Ленина Краснознаменного бронетанкового училища имени М. В. Фрунзе. Силами «запасов» родственников и близких, в экспозиции музея были собраны воспоминания о первом начальнике школы С. С. Шаумяне, представлена его биография, фотографии преподавателей училища, личные письма и записки танкистов с фронтов Великой Отечественной войны, методические разработки и рекомендации педагогов, написанные во время войны, личные вещи выпускников училища, подробная карта Берлина (многие выпускники училища дошли до Берлина), книги с автографами известных военачальников и более 2400[3] других экспонатов[1][2]. По состоянию на 2012 год, все экспонаты переданы в Орловский краеведческий музей.
- 5 августа 1983 года в Орле установили памятник в память о танкистах-фрунзенцах и был зажжён Вечный огонь.
- На здании, где оно размещалось (ул. Октябрьская, 47), установлены две мемориальные доски. Одна из них посвящена непосредственно училищу, вторая бывавшему здесь авиаконструктору А. И. Микояну (брату Анастаса Микояна).
- В 1975 году, к 30-летию Победы, в районе где располагались летние лагеря Орловского бронетанкового, по инициативе совета ветеранов училища и коллектива расположенного рядом завода «Химтекстильмаш» был разбит парк и установлена стальная стела с памятной надписью[11].